# Get Ed : livraison express
Get Ed : livraison express (Get Ed) est une série télévisée d'animation 3D américano-canadienne en 26 épisodes de 30 minutes, créée par Andy Knight et diffusée entre le 11 avril 2005 et le 24 avril 2006 dans le bloc de programmation Jetix.
En France, la série a été diffusée sur Fox Kids.

## Synopsis
À Futuropolis, les coursiers sont très importants : ils livrent des informations pouvant être capitales jusqu'à des armes extraterrestres. Le clan du Dojo est l'une des meilleures sociétés de livraison. Elle est composée de Dread Doc, le patron, de Flamme, de Deets, de Fizz, de Loogie, du Dr Flip et d'Ed sur lequel l'intrigue est basée. Ed est un adolescent génétiquement créé et amélioré.
Les coursiers se battent contre le diabolique Bedlam dont le but premier est la domination de Futuropolis. Ed n'étant pas complètement terminé, il doit récupérer comme le « bâton-baston » et d'autres modules pour être complet. Bedlam cherche donc à capturer Ed pour pouvoir utiliser ces objets et gagner en puissance pour pouvoir dominer Futuropolis. Malheureusement pour lui, Ed et ses amis vont l'en empêcher.

## Personnages
- Ed est le personnage principal de la série. C'est un adolescent génétiquement créé à partir des informations trouvées dans un ancien artéfact extraterrestre par Dread Doc. À la recherche de ses origines, il travaille comme coursier au clan du Dojo. Il devient rapidement le meilleur des coursiers et se cherche une nouvelle identité. Il semblerait qu'il ait un autre destin que de faire des livraisons, celui de sauver le monde du mal. Des objets lui sont destinés, donnés par les extraterrestres. Son véhicule est un hoverboard. Il est un peu sourd et naïf parfois. Il a des visions du futur qui les aident lui et ses amis. Il est parfois personnel et prend des décisions irrationnelles qui peuvent menacer le monde. Il est attiré par Deets et il semblerait que cela soit réciproque. Sa couleur est le bleu.

- Deets (Sarah) est l'une des deux filles du clan du Dojo. Elle s'occupe beaucoup de son apparence. Elle a travaillé pour Bedlam mais sous sa contrainte car il menaçait ses parents. Mais un vieil ami l'a aidée en délivrant ses parents du joug de Bedlam. Son vrai nom est Sarah. Elle est secrètement amoureuse d'Ed. Elle a des ailes comme véhicule. Sa couleur est le rose.

- Flamme est fier et l'un des meilleurs coursiers du Dojo. À l'arrivée d'Ed, il devient jaloux des compétences de ce dernier car il avait l'habitude de toujours être le premier. Il doit souvent mettre sa fierté de côté pour stopper les plans de Bedlam. Son véhicule est une moto. C'est le plus sensé de tous les membres du Dojo et c'est le principal meneur du groupe. Il est un peu jaloux d'Ed mais pour Ed c'est son meilleur ami. Sa couleur est le marron.

- Fizz est intelligente, voire un génie. Créatrice du Dojo, elle s'occupe de la maintenance des véhicules. Bien qu'elle soit petite son intelligence lui permet de contrer toutes les technologies de Bedlam. Son véhicule est un scooter volant. Sa couleur est le violet.

- Loogie est le rigolo de service. Dans toutes les situations et à n'importe quel moment, il ne peut s'empêcher de faire le clown. D'ailleurs, il rejoint l'équipe des clowns pendant un moment à la suite de sa conduite complètement absurde qui a exaspéré Flamme. Heureusement que le Dr Flip est là pour le réprimander, bien qu'il ne l'écoute pas tout le temps. Il utilise des rollers à fusée. Sa couleur est le turquoise.

- Le Dr Flip est la conscience censée de Loogie. Il en fait une marionnette que Loogie a sur l'une de ses mains. Bien qu'il soit une marionnette, il arrive cependant à se matérialiser dans une réalité virtuelle sans Loogie.

- Dread Doc est le patron du Dojo et mentor de ses membres, surtout d'Ed. Bien qu'il soit vieux, il lui arrive d'aller au-devant des ennuis. Son véhicule est une simple planche à roulettes qui peut être utile contre les électro-pulseurs. Il est l'ancien associé de Bedlam et a sauvé les parents de Deets. Il est toujours prêt pour venir en aide aux coursiers du dojo.

- M. Bedlam est un homme d'affaires machiavélique qui cherche à régner sur Futuropolis. Il utilise tous les stratagèmes possibles pour y arriver. Et cela va jusqu'à capturer Ed pour pouvoir s'approprier la puissance des modules lui étant associée.

- Spectra est l'IA de la tour de Bedlam que Bedlam matérialise par un hologramme. Elle contrôle les fonctions de sa tour mais peut se déplacer via le réseau informatique. Bedlam contrôle son processeur et peut donc lui faire du mal.

- Toaster est le fidèle robot serviteur de Bedlam. Bien que d'une intelligence réduite, il est utile pour Bedlam, comme l'utiliser comme boulet stellaire pour voler un canon de satellite. Il a toujours une envie folle de s'asseoir dans le fauteuil de Bedlam.

- Spiker est le fidèle robot de combat de Bedlam. Il possède toutes les options utiles pour s'attaquer aux membres du Dojo. Il est plus intelligent que tous les robots au service de Bedlam. Cependant, il lui arrive de ne pas analyser correctement les situations.

- Le Dr Hong est un cyborg. Il est envoyé du futur par Bedlam pour détruire éd. Cependant, il se rend compte qu'Ed n'est pas méchant et a réussi à neutraliser son programme originel contenu dans des nano-robots. Il a réussi à reprogrammer ces nano-robots pour qu'il lui obéissent.

## Distribution

### Voix originales
- Lyon Smith : Ed
- Megan Fahlenbock : Deets
- L. Dean Ifill : Flamme
- Bailey Stocker : Fizz
- Peter Cugno : Loogie
- Tony Daniels : Torch
- Jonathan Wilson : M. Simon Bedlam
- Jennifer Dale : Kora
- Tony Rosato : Crouch
- Lorne Kennedy : Spyker
- Steve McHattie : Dr Hong

### Voix françaises
- Benjamin Pascal : Flamme

## Épisodes
1. La Bâton-baston (Slammer)
2. Le Soleil de Zéro City (Sunblock)
3. Omnirex (Omnirex)
4. Torche (Torch)
5. Z3R0 (Z3R0)
6. Bio-piège (Bio Trap)
7. Lunoptiques (Optigogs)
8. Le Sens du devoir (Fizzled)
9. Faux-semblants (Neo-Dermis)
10. La Symbio-combi (Perspectives)
11. Momentum (Momentum)
12. Techno-crypte (Grim Tech)
13. Symbio-flash [1/2] (Static [1/2])
14. Symbio-flash [2/2] (Static [2/2])
15. Dur métier (Omnis)
16. Procédures (Procedures)
17. Titre français inconnu (Trashed)
18. Titre français inconnu (Wi-Fi)
19. Retour aux sources (Basics)
20. Le Cerveau (Klowned)
21. Monument (Monument)
22. Fermé (Locked)
23. ZG (ZG)
24. Dilemme (Dilemma)
25. Ex-machine [1/2] (Ex-Machina [1/2])
26. Ex-machine [2/2] (Ex-Machina [2/2])